# 八田知尚
八田 知尚（はった ともひさ）は鎌倉時代前期の武士。西面武士。

## 生涯
父は常陸国守護を務めた鎌倉幕府初期の重臣である八田知家。知家は常陸南部の大部分を領したが、苗字の地である新治郡八田（現・筑西市八田）は知尚が相続したようである。『吾妻鏡』における初見は、正治2年（1200年）の弓始の射手としてである。建暦3年（1213年）の和田合戦では北条氏方に属し、足利義氏、波多野経朝、潮田実季らとともに敗勢の和田氏方を討った。
後年、後鳥羽上皇が武芸に優れた者を集めた際、特に選ばれて西面武士となる。承久3年（1221年）の承久の乱では父兄らが幕府方につく中、京方として参戦。美濃へ出陣して東山道軍を率いる武田信光軍とよく戦ったが、決戦となった宇治川の戦いで北条泰時率いる幕府軍に敗北。味方の敗走が続出する中、藤原朝俊の指揮下で最後まで戦ったものの佐々木高重、小野成時らとともに戦死した。乱後、八田氏が地頭を務めた信太荘の地頭職が北条政村に移っていることから、乱前は知尚の所領だったものが没収されたものだろう。なお子の知定は後に御家人に列しており、家系は断絶を免れた。